# A bahái hit intézményrendszere
A bahái hit intézményrendszere egy keret a közösség megszervezésére, melyen keresztül a hívők Baháalláh kinyilatkoztatását a gyakorlatba ültetik át. Az intézményrendszer Baháalláh írásai, valamint Abdolbahá és Shoghi Effendi útmutatásai alapján alakult ki.
Az intézményrendszernek két karja van: a választott (döntéshozó) és a kinevezett (tanácsadó) szervezetek. A választott szervezetekben a döntéseket nem egyének hozzák meg, hanem 9 fős testületek, a Helyi Szellemi Tanácsok és az Országos Szellemi Tanácsok. A közösség vezető testülete a haifai székhelyű Igazságosság Egyetemes Háza. A kinevezett intézményekben egyének szolgálnak tanácsadó szerepben a helyi szinttől a világszintig.
A bahái választás során nincs kampány, jelölések és pártok. A hívők az egész közösségből a szolgálatra legmegfelelőbbek nevét írják titkos szavazással minden helységben.
Az intézményrendszer szinonim neve bahái igazgatási rend, bahái írásmóddal: bahá'í igazgatási rend.

## A választott intézmények
Az intézményrendszer választott, döntéshozó karja a Helyi Szellemi Tanács, az Országos Szellemi Tanács és világszinten az Igazságosság Egyetemes Háza.
A választott intézmények tagjai nem részesülnek semmilyen javadalmazásban, a tanácsteremből kilépve jogaik egyenlők a többi hívő jogaival. A Tanácsok döntését azonban tiszteletben kell tartania minden hívőnek. A tekintély az intézményé, nem pedig az egyéné.

### Szellemi Tanácsok
A szellemi tanácsok helyi, illetve országos szinten működnek. Baháalláh végrendelete szerint, minden településen, ahol legalább kilenc, 21 év feletti hívő él, helyi szellemi tanácsot szükséges választani. A választás során kampány és jelölés nélkül, a településen élő baháik kilenc nevet írnak fel a szavazólapra, akik legjobban egyesítik magukban a következő tulajdonságokat: „a feltétlen hűséget, az önzetlen odaadást, a jól képzett szellemet, a nyilvánvaló képességeket és a megfontolt tapasztalatot”. A Ridván-ünnep első napján (április 20. és 21. naplemente között) tartott titkos szavazáson a legtöbb szavazatot kapott hívők lesznek a tanács tagjai.
A Helyi Szellemi Tanácsokat, egy országon belül az Országos Szellemi Tanács fogja össze. Tagjait régiónként választott küldöttek választják, akik a Ridván-ünnep (április 21. – május 2.) között, az Országos Konvención tanácskoznak az országos közösség helyzetéről, majd megválasztják az országos vezetőséget a fenti, emberi erények alapján.
A helyi és országos tanácsok gyakran neveznek ki bizottságokat, munkacsoportokat a közösség egy témában járatos tagjaiból, például Külkapcsolati Munkacsoportot.
A helyi és országos tanácsok közé 1997-től Regionális Bahái Tanácsokat is választanak a nagyobb országokban, például Indiában és az Egyesült Királyságban.

### Az Igazságosság Egyetemes Háza

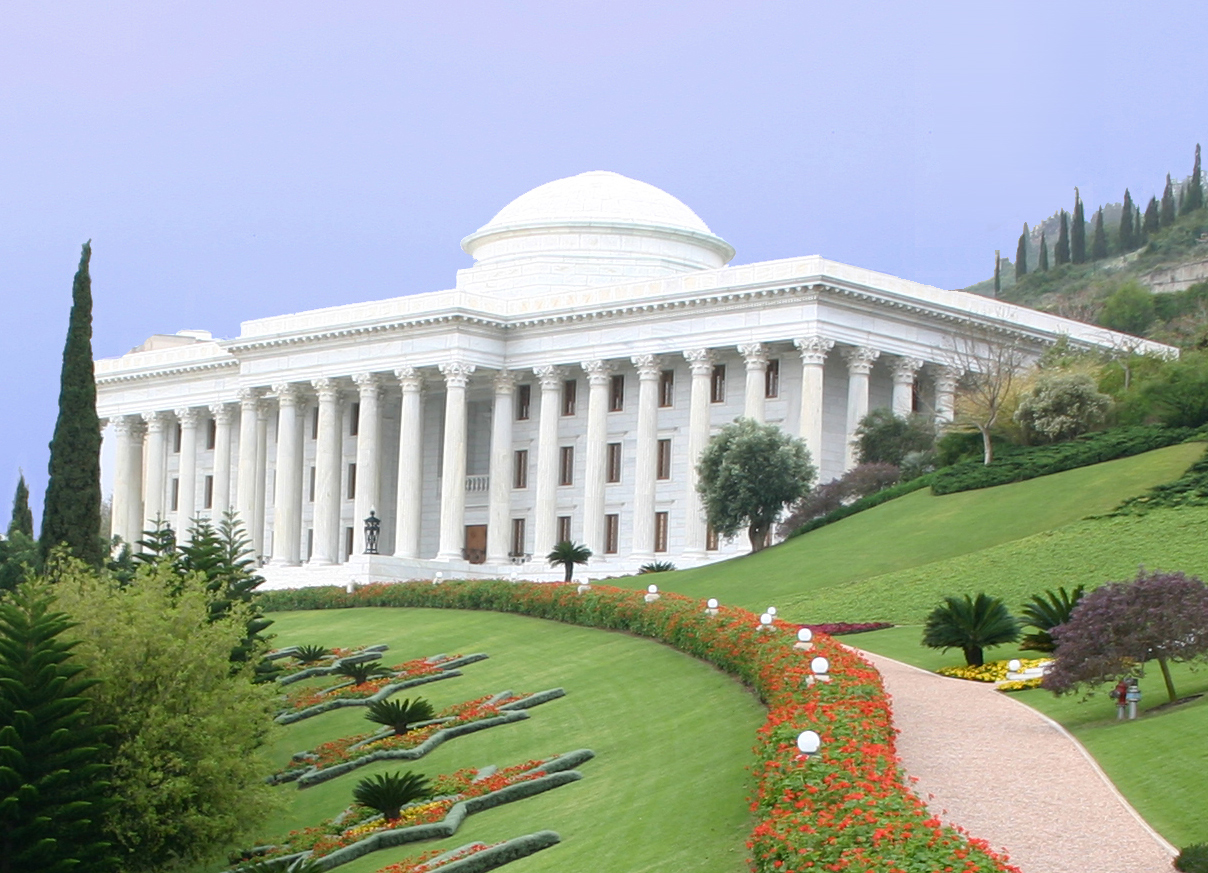
Az Igazságosság Egyetemes Háza székhelye Haifában

Hogy a különböző vallási előírásokat mindig hozzáigazítsák a folyamatosan fejlődő társadalom követelményeihez, Baháalláh írásaiban foglaltak szerint, a bahái közösségek létrehozták az Igazságosság Egyetemes Házát. „Az Igazságosság Háza tagjainak tiszte, hogy együttesen tanácskozzanak azon dolgokról, melyeket közvetlenül nem nyilatkoztattak ki a Könyvben, és hogy érvényre juttassák azt, ami számukra elfogadható.”
Baháalláh végrendeletében olvashatunk a testület felhatalmazásáról is: „És miként az Igazságosság Házának felhatalmazása van arra, hogy azokban a napi vonatkozású ügyekben, amelyek a Könyvben nincsenek határozottan feltüntetve, törvényeket hozzon, ugyanúgy arra is joga van, hogy ezeket visszavonja… Megteheti, mert ezek a szabályok nem részei az Isteni Szövegeknek”
Az intézmény tagjainak első megválasztása, Baháalláh küldetése bejelentésének századik évfordulóján, 1963. április 21-én történt. A választáson az akkor létező ötvenhat Országos Szellemi Tanács képviselői jelentek meg Haifában, a hit világközpontjában. Az Igazságosság Egyetemes Háza 1972-ben adta ki Alapszabályát, mely magába foglalta a megalapításának alapjául szolgáló szent írásokat, jogköreit és kötelezettségeit. A függelékben részletesen szabályozták a Nemzetközi Konvenciót, mely összegyűlve ötévente megválasztja az Igazságosság Egyetemes Házának tagjait.
1978. áprilisi negyedik Konvención százhuszonhárom Országos Szellemi Tanács tagja szavazott Haifában. 2008-ban a 170 Országos Szellemi Tanácsból 153 képviseltette magát személyesen, a többiek postán szavaztak.

## A kinevezett intézmények
Az intézményrendszer kinevezett, tanácsadó karja a Nemzetközi Tanítási Központ, a Tanácsosok Kontinentális Karai, a Segédtestületi Tagok és asszisztenseik.
Ezek az egyének inspirálják, bátorítják a hívőket a szent szövegek alapján, valamint ellátják a felsőbb intézményektől jövő útmutatással. Funkciójuk széles kört ölel fel a bahái hit védelmén és terjesztésén belül.

### Nemzetközi Tanítási Központ

A Nemzetközi Tanítási Központ székhelye Haifában Fotó: Guillaume Paumier, CC-BY

A Bahái Világközpontban élő tanácsosok alkotják a Nemzetközi Tanítási Központot, akiket ötévente nevez ki az Igazságosság Egyetemes Háza.
Az intézmény létrehozását az Igazságosság Egyetemes Háza 1973 júniusában jelentette be, amely a folyamatosan gyarapodó közösség ügyeivel foglalkozik. Az új intézmény – amely bahái szent szövegekben már meg volt régebbről említve – az Ügy Kezeiből és három tanácsosból áll. Fő feladata: „Hangolja össze, buzdítsa és irányítsa a Tanácsosok Kontinentális Karainak a munkáját, és működjön közvetítőként közöttük és az Igazságosság Egyetemes Háza között. Legyen teljes körűen tájékozott a Hit állásáról a világ minden részében, erre a tudásra alapozva készítsen jelentéseket és javaslatokat az Igazságosság Egyetemes Háza számára és adjon tanácsot a Tanácsosok Kontinentális Karainak.”

### Tanácsosok Kontinentális Karai
Ebbe az intézménybe kiemelkedő képességű egyéneket, Isten Ügyének Kezeit választotta Baháalláh, Abdolbahá és Shoghi Effendi. Az Igazságosság Egyetemes Háza megválasztásától ezt a funkciót Tanácsosoknak hívják. A tanácsosok általában több Országos Szellemi Tanács területén működnek.
Az Igazságosság Egyetemes Háza 1968-ban a kinevezett tanácsosokból megalakította a Tanácsosok Kontinentális Karát: hármat-hármat Afrika, Amerika és Ázsia részére, és egyet-egyet Európa és Ausztrália számára.

### Segédtestületi tagok és asszisztenseik
Shoghi Effendi 1954-ben felszólította az Ügy Kezeit, hogy minden kontinensen az ott élő baháik közül válasszanak ki néhány hívőt, akik a „Segédtestület” tagjai lesznek és az Ügy Kezei követeiként fognak működni. 1963-tól a tanácsosok szintén neveznek ki Segédtestületi tagokat, akik általában párosával egy Országos Szellemi Tanács területén működnek. Ők szintén neveznek ki őket segítő egyéneket, akiket asszisztenseiknek hívnak.

## Története
Baháalláh írásos végrendeletében jelölte ki utódját, Abdolbahát, aki magyarázhatta, de nem módosíthatta Baháalláh írásait.

### Shoghi Effendi Védnöksége
’Abdu’l-Bahá végrendelete szerint, legidősebb unokája, Shoghi Effendi lett a bahái hit Védnöke. Ezért Shoghi Effendi oxfordi tanulmányait megszakítva visszatért Haifába 1921-ben.  A Védnökségnek köszönhetően a hit egyre több országba jutott el és globális méretűvé növekedett. Shoghi Effendi alakította ki a Báb sírja körüli haifai kerteket. 1957-ben halt meg Londonban ázsiai influenzában.
’Abdu’l-Bahá végrendelete szerint a Védnök csak a saját leszármazottai közül választhat utódot. Shoghi Effendinek azonban nem született gyermeke, így megfelelő jelöltet sem találtak. 1963-ban, az Igazságosság Egyetemes Háza megválasztása után, megvizsgálták Shoghi Effendi írásait és a bahái szent szövegeket, azzal a céllal, hogy találjanak benne esetleges rendelkezést a második Védnök megválasztására, és ha nincs akkor, ki jogosult az Ügy Kezeinek kinevezésére. 1963. október 3-án a Ház kijelentette: „A Szent Iratok azon helyeinek imádságos és gondos tanulmányozása után, melyek Shoghi Effendi utódjának, mint az Ügy Védnökének kinevezésére vonatkoznak, és hosszas tanácskozás eredményeként, mely magában foglalta a Szentföldön tartózkodó Ügy Kezei véleményének megismerését is, az Igazságosság Egyetemes Háza úgy találja, nincs mód második Védnök kinevezésére, aki Shoghi Effendi utódja lenne, és arra sincs mód, hogy erről bárki határozhasson.”
A fentiek szerint 1963-tól az Igazságosság Egyetemes Háza a bahái hit vezető testülete.

### Isten Ügyének Kezei
A bahái iratok tartalmaznak utalásokat egy válogatott csoportra, akik kiemelkedő feladatokat vállalnak magukra a hitért. ’Abdu’l-Bahá, végrendeletében a következőket írta a tagok választásáról: „Isten Ügyének Kezeit az Ügy Védnökének kell kiválasztani és kineveznie. Mindannyiunknak az ő árnyékába kell húzódniuk, és követniük kell utasításait” Shoghi Effendi harminckét Ügy Kezét nevezett ki 1951 és 1957 között. Halála után ők vették át az Ügy irányítását egészen az Igazságosság Egyetemes Háza megalapításáig, 1963-ig.
Jelenleg már nem élnek a Shoghi Effendi által kinevezett Ügy Kezei. Jelenleg hasonló feladattal, tanácsosok néven az Igazságosság Egyetemes Háza nevez ki kiemelkedő képességű egyéneket tanácsadó szerepre.

## Jelentősége
Az írásos végrendeletek és a közösség megszervezését leíró szent iratok egyértelműen meghatározták a bahái közösség felépítését. A hívők túlnyomó többsége elfogadta Baháalláh végrendeletét és követte az abban kinevezett Abdolbahát, aki magyarázhatta, de nem módosíthatta Baháalláh írásait. A későbbi vezetőváltások is hasonlóan, összekülönbözés nélkül történtek, így a bahái hit – néhány jelentéktelen csoportot kivéve – nem szakadt felekezetekre.
A baháik választási és intézményrendszerüket az eljövendő, egységesült világ modelljének tartják.

## Bahái tanácskozás
A bahái tanácskozás egy olyan folyamat, melyet a hívők megtanulnak életük során alkalmazni egyéni és családi nehézségeik során. Ez a fajta tanácskozás „utat mutató lámpás, és a megértés kútfeje”, a társadalom jó közérzetének alapja.
A tanácskozás segítségévek a baháik megtanulják, miként dolgozhatnak harmonikusan egymással és ugyanakkor, hogyan fejleszthetik értelmi képességeiket is. „Az igazi tanácskozás a szeretet érzésével és légkörével átitatott lelki találkozás”. Nincsenek pártok, klikkek vagy frakciók, így senkinek nem kell befolyásos embereket gyűjtenie elképzelése támogatásához. Minden tanácskozás elején a hívők imádkoznak és a szent szövegek olvasása segítségével lelkiekben felülemelkednek saját énjükön, így lehetővé válik, hogy az objektivitás magasabb fokára jussanak el.
A tanácskozás alatt mindenki elképzeléseire egyenlő figyelmet kell szentelni, az előterjesztő tanultságára és anyagi viszonyaira való tekintet nélkül. Az emberek véleményei gyakran ellentmondanak egymásnak, és ez így van rendjén Abdolbahá szerint: „az igazság ragyogó csillaga csak az eltérő vélemények összecsapása után kél fel.” A tanácskozás eszköz arra, hogy a vélemények figyelmes meghallgatása és megvitatása során hatékony döntések születhessenek.
A tanácskozás folyamatában mindenkinek jogában áll részt venni, sőt bátorítják is erre a közösség tagjait. Az egyhangú döntések a legkívánatosabbak, ha ezt nem lehet elérni, akkor a többségi szavazat dönt. A bahái közösség működésében alapvető követelmény, hogy a tanácsok döntéseit mindenkinek el kell fogadnia. Abdolbahá azt mondta: „minden ügyben keressék az igazságot, és ne kapaszkodjanak saját véleményükbe, mert a makacsság és a görcsös ragaszkodás végül széthúzáshoz és civakodáshoz vezet, és az igazság rejtve marad”.
A hívőknek nem kell tartaniuk igazságtalan döntéshozataloktól, ugyanis: „Az első feltétel a tanács tagjai közt honoló tökéletes szeretet és harmónia. Ne legyen bennük az elidegenedésnek szikrája sem, sőt magukban meg kell mutassák Isten egységét, mert olyanok ők, mint egy és ugyanazon óceán hullámai. (…) Ha a gondolat harmóniája és a tökéletes egység hiányzik, a gyülekezet szétszóratik a szélben, a tanács pedig megsemmisíttetik. (…) Majd kezdődjék meg a vélemények elmondása a legnagyobb odaadás, udvariasság, méltóság, egymás megértésére törekvés és nyugodt gondolatkifejtés légkörében. Minden dologban keressék az igazságot, és ne ragaszkodjanak minden áron saját véleményükhöz, mert a makacsság és hajlíthatatlanság összekülönbözéshez és vetélkedéshez vezet, az igazság pedig rejtve marad”